# Ernest Vessiot
Ernest Vessiot (Marselha, 8 de março de 1865 — La Bauche, 17 de outubro de 1952) foi um matemático francês.

## Obras
- Lecons De Geometrie Superieure (Herrmann, 1919)
- Vessiot, Ernest (1910), «Méthodes d'intégration élémentaires», in:  Molk, Jules, Encyclopédie des sciences mathématiques pures et appliquées, 3, Gauthier-Villars & Teubner, pp. 58–170